# 四台嘴乡
四台嘴乡，是中华人民共和国河北省张家口崇礼区下辖的一个乡。该乡境内的太子城村被规划为2022年冬季奥林匹克运动会张家口赛区奥运村及部分场馆的所在地。

## 行政区划
四台嘴乡下辖以下地区：
四台嘴村、马驹沟村、常沟子村、韭菜坪村、桦林子村、行人马沟村、河阳沟村、辛丈子村、沟掌村、沟门村、黄土窑村、逯家湾村、王子沟村、谷嘴子村、前二道沟村、黑土沟村、大松沟门村、二道营村、三道营村、砖瓦沟村、马丈子村、西坪村、东坪村、窑子湾村、水泉子村、转枝连村、太子城村、营岔村、枯杨树村、棋盘梁村、老虎沟村和东坪工矿区社区。

## 全国重点文物保护单位
太子城遗址：位于张家口冬奥村内，占地面积约14万平方米。